# جون هوزر
جون هوزر (بالإنجليزية: John Hauser)‏ هو رسام وفنان ومدرس أمريكي، ولد في 30 يناير 1859 في سينسيناتي في الولايات المتحدة، وتوفي بنفس المكان في 6 أكتوبر 1913.

## وصلات خارجية
- الموقع الرسمي